# Алфред Норт Уайтхед
Алфред Норт Уайтхед (на английски: Alfred North Whitehead) е английски математик и философ. Той е най-известен като определящата фигура на философската школа, изследваща философията на процеса, която днес намира приложение в голямо разнообразие от дисциплини, включително екология, теология, образование, физика, биология, икономика и психология, наред с други области. В ранната си кариера Уайтхед пише основно по теми, свързани с математика, логика и физика. Най-забележителната му работа в тези области е тритомната Principia Mathematica (1910–1913), която той написва със своя бивш студент Бъртранд Ръсел. „Principia Mathematica“ се счита за едно от най-важните произведения на ХХ век в математическата логика и е поставено на 23-то място в списъка на 100-те най-добри англоезични нехудожествени произведения на ХХ век от Modern Library.